# Carlos de Sajonia (1752-1781)
Carlos de Sajonia (Dresde, 24 de septiembre de 1752 -  id. 8 de septiembre de 1781) fue un príncipe y oficial sajón, llegó a ser jefe de regimiento.

## Vida

### Familia
Era el tercer hijo del elector Federico Cristián de Sajonia y la princesa María Antonia Walpurgis de Baviera, hija del emperador Carlos VII. Entre sus hermanos destacaron Federico Augusto I y Antonio los cuales fueron los primeros reyes de Sajonia.
El príncipe Carlos sufría de problemas en los pies al igual que su padre, a pesar de eso se convirtió en oficial. En 1755, a la edad de tres años, asumió formalmente como jefe del regimiento No. 7 bajo el liderazgo del coronel Jorge Carlos von Klingenberg, siendo incorporado después de la rendición en Pirna en la Guerra de los Siete Años bajo el mando del mariscal de campo Federico Carlos Fernando de Brunswick-Luneburgo al regimiento de infantería 57 en el ejército prusiano. El regimiento de infantería No. 6 recién establecido en Sajonia fue reasignado al príncipe en 1758, con seis años. La subordinación nominal de los regimientos a los príncipes menores de edad era una práctica común en esa época y estaba destinada a instruirlos lo antes posible en el arte de la guerra y prepararlos para puestos militares superiores.
El padre de Carlos murió en 1763, solo semanas después de ascender como elector y cuando él tenía 11 años, por lo que su educación y la de sus hermanos estaría a cargo de tutores y de su madre la cual ocuparía la regencia de su hermano Federico Augusto, que era menor de edad.

### Muerte
Durante el gobierno de su hermano, Carlos estuvo en el primer lugar en la línea sucesoria del electorado y es seguro que de haber vivido más tiempo, se habría convertido en rey (ya que Federico Augusto no tuvo hijos varones sobrevivientes), pero murió en septiembre de 1781, dos semanas antes de cumplir 29 años. Estaba soltero y no tenía hijos. El discurso fúnebre estuvo a cargo del predicador de la corte Matías Becker (quién también lo había hecho por su madre, María Antonia, la cuál falleció el año anterior) realizándose en la Iglesia Católica de la Corte, siendo su cuerpo depositado en la Gran Cripta.

## Literatura
- Matthias Becker: Trauerrede auf den Durchlauchtigsten Prinzen und Herrn, Herrn Karl Maximilian, Prinzen und Herzogen zu Sachsen (Digitalisat).

- Datos: Q18223807
- Multimedia: Charles Maximilian of Saxony / Q18223807